# Ranchitos Las Lomas
Ranchitos Las Lomas és una concentració de població designada pel cens dels Estats Units a l'estat de Texas. Segons el cens del 2020 tenia 167 habitants.

## Demografia
Segons el cens del 2020, Ranchitos Las Lomas tenia 167 habitants, 89 habitatges, i 70 famílies. La densitat de població era de 5,9 habitants/km².
Dels 89 habitatges en un 56,2% hi vivien nens de menys de 18 anys, en un 55,1% hi vivien parelles casades, en un 18% dones solteres, i en un 21,3% no eren unitats familiars. En el 16,9% dels habitatges hi vivien persones soles el 3,4% de les quals corresponia a persones de 65 anys o més que vivien soles. El nombre mitjà de persones vivint en cada habitatge era de 3,75 i el nombre mitjà de persones que vivien en cada família era de 4,34.
Per edats la població es repartia de la següent manera: un 42,5% tenia menys de 18 anys, un 12,3% entre 18 i 24, un 27,2% entre 25 i 44, un 13,5% de 45 a 60 i un 4,5% 65 anys o més.
L'edat mediana era de 22 anys. Per cada 100 dones de 18 o més anys hi havia 102,1 homes.
La renda mediana per habitatge era de 25.417 $ i la renda mediana per família de 22.917 $. Els homes tenien una renda mediana de 17.250 $ mentre que les dones 17.500 $. La renda per capita de la població era de 8.630 $. Aproximadament el 43,8% de les famílies i el 35% de la població estaven per davall del llindar de pobresa.

## Poblacions més properes
El següent diagrama mostra les poblacions més properes.